# Arisdaches
San Arisdaches, Aristaces o Aristakés fue un prelado y mártir armenio. Nació en Cesarea.
Fue hijo del primer patriarca de Armenia, San Gregorio el Iluminador (280-339), quien le consagró obispo de la Gran Armenia y al que más tarde sucedió en el patriarcado. Nació,fue educado y ordenado en Cesarea de Cappadocia.
Asistió al concilio ecuménico de Nicea. Se mostró infatigable en la propagación del Evangelio hasta las más apartadas regiones. Fundó iglesias y monasterios y pereció a manos de Aqueloo, gobernador de Sofene.